# Behind the Wheel
«Behind the Wheel» és el vintè senzill de Depeche Mode i el tercer de l'àlbum Music for the Masses. Compost per Martin Gore, fou publicat el 28 de desembre de 1987 amb la producció de David Bascombe.
Es tracta d'una composició força minimalista de diversos elements ben complementats sense que destaqui algun per sobre dels altres però tots tinguin el seu protagonisme. Fou una de les primeres cançons del grup on s'entreveia música rock per sobre de la música electrònica a causa de la contundència de la guitarra elèctrica del mateix Gore.
La cara-B del senzill fou una versió de "Route 66", tema de Bobby Troup, cantada per Gore i amb una musicalització quasi idèntica a la de "Behind the Wheel". Aquesta fou la primera versió cover que va enregistrar Depeche Mode després de set anys d'existència.
El videoclip del senzill fou dirigit per Anton Corbijn, tot i que n'existeixen dues edicions diferents. La primera fou inclosa en la compilació Strange (1988) mentre que la segona va aparèixer a The Videos 86>98 (1998) i posteriorment a The Best of Depeche Mode Volume 1 (2006). La història explicada pel videoclip és una continuació de "Never Let Me Down Again". Comptà amb la col·laboració de l'actriu italiana Ippolita Santarelli.

## Llista de cançons
7": Mute/Bong15 (Regne Unit)
1. "Behind The Wheel" (Remix) – 3:58
2. "Route 66" – 4:08

7": Sire 27991-7 (Estats Units)
1. "Behind The Wheel" (Remix) – 3:58
2. "Route 66/Behind The Wheel" (Mega-Single Mix) – 4:15

12": Mute/12Bong15 (Regne Unit)
1. "Behind the Wheel" (Shep Pettibone Mix) – 5:55
2. "Route 66" (Beatmasters Mix) – 6:19

12": Mute/L12Bong15 (Regne Unit)
1. "Behind the Wheel" (Beatmasters Mix) – 7:58
2. "Route 66" (Casualty Mix) – 10:39

12": Sire 20858-0 (Estats Units)
1. "Behind The Wheel/Route 66" (Megamix) – 7:50
2. "Behind The Wheel/Route 66" (Megadub) – 6:14
3. "Behind The Wheel" (Extended Remix) – 5:50
4. "Behind The Wheel" (Beatmasters Remix) – 8:00

Casset: Mute/CBong15 (Regne Unit)
1. "Behind The Wheel" (Shep Pettibone Mix) – 5:55
2. "Route 66" (Beatmasters Mix) – 7:58
3. "Behind The Wheel" (LP Mix) – 5:18

Casset: Sire 27991-4 (Estats Units)
1. "Behind The Wheel" (Remix) – 3:58
2. "Route 66/Behind The Wheel" (Mega-Single Mix) – 4:15

Casset: Sire 20858-4 (Estats Units)
1. "Behind The Wheel/Route 66" (Megamix) – 7:50
2. "Behind The Wheel/Route 66" (Megadub) – 6:14
3. "Behind The Wheel" (Extended Remix) – 5:50
4. "Behind The Wheel" (Beatmasters Remix) – 8:00

CD: Mute/CDBong15 (Regne Unit, 1991)
1. "Behind The Wheel" (Remix) – 3:58
2. "Route 66 " – 4:08
3. "Behind The Wheel" (Shep Pettibone Mix) – 5:55
4. "Behind The Wheel" (LP Mix) – 5:18

CD: Mute/CDBong15 (Regne Unit, 1992), Mute/CDBong15X (Regne Unit, 2004), Sire/Reprise 40330-2 (Estats Units, 1992) i Reprise CDBong15/R2 78892C (Estats Units, 2004)
1. "Behind The Wheel" (Remix) – 3:58
2. "Route 66 " – 4:08
3. "Behind The Wheel" (Shep Pettibone Mix) – 5:55
4. "Route 66" (Beatmasters Mix) – 6:19
5. "Behind the Wheel" (Beatmasters Mix) – 7:58
6. "Route 66" (Casualty Mix) – 10:39
7. "Behind The Wheel" (LP Mix) – 5:18

- "Behind The Wheel" fou composta per Martin Gore mentre que "Route 66" per Robert William Troup Jr..

## Reedició 2011
"Behind the Wheel 2011" (Reprise / Rhino / Mute PRCD-400205) fou un senzill promocional llançat exclusivament als Estats Units. Es tracta d'una remescla realitzada per Vince Clarke, exintegrant de la banda, per la compilació Remixes 2: 81-11.
1. "Behind The Wheel 2011" (Vince Clarke Extended Vocal) − 6:42
2. "Behind The Wheel 2011" (Mark Picchiotti Re-Edited Vince Clarke Dub) − 6:44
3. "Behind The Wheel 2011" (Mark Picchiotti Re-Edited Vince Clarke Radio Mix) − 3:36